# Włodzimierz Steyer

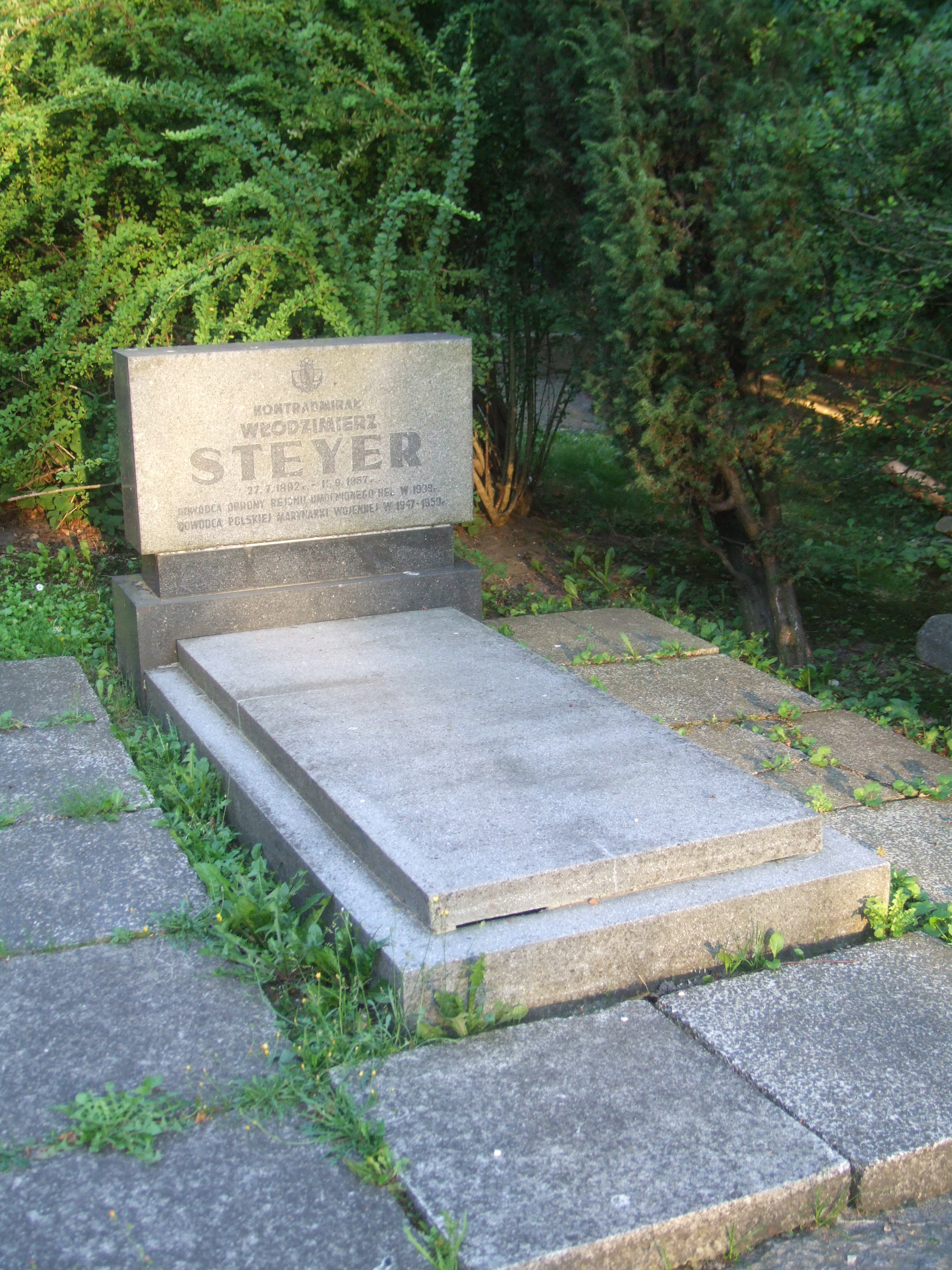
Cmentarz w Gdyni-Redłowie, kadm. Włodzimierz Steyer

Włodzimierz Steyer, ps. Brunon Dzimicz (ur. 15 lipca 1892 w Montrealu, zm. 15 września 1957 w Gdańsku) – polski kontradmirał i morski oficer pokładowy okrętów nawodnych. Podczas I wojny światowej pływał na jednostkach Carskiej Marynarki Wojennej Rosji. Następnie przybył do odrodzonej Polski i wstąpił do Marynarki Wojennej, w której służył do 1950 roku. Dowodził wieloma okrętami, dywizjonem szkolnym i dywizjonem kontrtorpedowców. W trakcie kampanii wrześniowej w 1939 roku kierował obroną Półwyspu Helskiego, jako dowódca Rejonu Umocnionego Hel. Po II wojnie światowej był dowódcą Marynarki Wojennej.

## Służba wojskowa
Włodzimierz Brunon Steyer urodził się 15 lipca 1892 w Montrealu. Szybko po urodzeniu się Włodzimierza jego rodzice, Włodzimierz i Tekla z Witołd-Aleksandrowiczów przenieśli się do Petersburga. W 1913 roku ukończył w Petersburgu Korpus Morski i kurs artylerii morskiej. Był również absolwentem École des Officiers Canonniers (szkoły oficerów artyleryjskich) w Tulonie z 1926 roku. W 1913 roku został zaokrętowany na rosyjskim krążowniku „Askold”, jako młodszy oficer artylerii. Wziął na nim udział w I wojnie światowej, uczestnicząc w działaniach wojennych na Morzu Śródziemnym i forsowaniu Dardaneli. Od 1917 roku, po ranieniu odłamkiem pocisku artyleryjskiego dalszą służbę pełnił w Finlandii, a także w eskadrze murmańskiej.
Pod koniec 1919 roku zgłosił się do Wojska Polskiego i otrzymał przydział na zastępcę komendanta Portu Wojennego Modlin. W 1920 roku sformował, jako dowódca III Batalion Morski, z którym wyruszył na front wojny polsko-bolszewickiej. Batalion nie wziął udziału w walkach i powrócił do Torunia, gdzie nastąpiło jego rozformowanie. Od 1921 do 1922 roku był dyrektorem nauk I Tymczasowych Kursów Instruktorskich dla Oficerów, a następnie pływał z podchorążymi jako dowódca ORP „Generał Haller”. W 1924 roku został dowódcą ORP „Komendant Piłsudski”, a dwa lata później dowódcą ORP „Mazur”. Z dniem 20 listopada 1926 roku przeniesiony na własną prośbę w stan spoczynku na okres 6 miesięcy. Pływał jako starszy oficer na s/s „Wilno”. Z dniem 20.06.1927 roku został powołany ze stanu nieczynnego na stanowisko kierownika Samodzielnego Referatu Artylerii i Uzbrojenia Kierownictwa Marynarki Wojennej w Warszawie. Kolejnymi stanowiskami jakie zajmował były: zastępca dowódcy i dowódca ORP „Bałtyk”, dowódca ORP „Mazur”, wykładowca artylerii na kursie aplikacyjnym oraz przewodniczący komisji odbioru okrętów we Francji. W 1930 roku został dowódcą Dywizjonu Szkolnego. W okresie od 14 kwietnia 1933 roku do 1 czerwca 1935 roku dowodził Dywizjonem Kontrtorpedowców. W latach 1935–1936 był komendantem Centrum Wyszkolenia Specjalistów Floty w Gdyni, a następnie pełnił funkcję komendanta Portu Wojennego Gdynia. W tym czasie przewodniczył komisjom odbioru minowców oraz ORP „Grom”, ORP „Gryf” i ORP „Błyskawica”.
Od 1937 roku dowodził Rejonem Umocnionym Hel. W 1939 roku uczestniczył w pracach komisji badającej przyczyny awarii na ORP „Grom”. Od 1 września do 1 października 1939 roku współdowodził obroną Półwyspu Helskiego. 1 października uczestniczył w odprawie u dowódcy Floty kontradmirała Józefa Unruga, na której podjęto decyzję kapitulacji. 2 października na Helu wraz z dowódcą Morskiej Obrony Wybrzeża komandorem Stefanem Frankowskim spotkał się z dowódcą niemieckich sił morskich na Zatokę Gdańską kontradmirałem Hubertem Schmundtem. Po kapitulacji zwrócił się do marynarzy i żołnierzy: Bądźcie przygotowani na długą niewolę. Pamiętajcie jednak, że Polska to wielka rzecz! Nadejdzie czas, że jeszcze tu wrócicie. Od 1939 roku przebywał w niewoli w oflagach X C Nienburg, XVIII C Spittal, II C Woldenberg i wyzwolonym w 1945 roku przez Brytyjczyków X C Lubeka.
Po pobycie w niewoli wrócił do Polski i został wcielony do Marynarki Wojennej oraz mianowany dowódcą Oddziału Środków Pomocniczych i Przystani Głównego Portu Marynarki Wojennej w Gdyni. W 1946 roku był szefem Misji Morskiej w Moskwie i podpisał umowę, na podstawie której ZSRR przekazał Polsce 23 okręty. Następnie dowodził Szczecińskim Obszarem Nadmorskim w Świnoujściu. W 1947 roku został dowódcą Marynarki Wojennej. W 1949 roku wystąpił z koncepcją skoncentrowania głównych sił jednostek pływających w Gdyni, gdyż kompletowanie, zaopatrywanie i remonty jednostek w odległym Świnoujściu nastręczały poważne trudności. Spowodował również przyjazd doradców radzieckich i 5-letnią służbę zasadniczą na okrętach.
W 1950 roku nie wydał zezwolenia na aresztowanie dowódcy ORP „Błyskawica” kmdr. ppor. Zbigniewa Węglarza, co było jednym z powodów odwołania go w trybie natychmiastowym ze stanowiska i przeniesienia w stan spoczynku. Ponieważ został zwolniony z symboliczną emeryturą generalską, podjął pracę w Powszechnej Kasie Oszczędności w Gdyni, następnie zaś – w Ostrołęce. Od 1953 roku jako starszy referent pracował w Związku Gminnych Spółdzielni Samopomoc Chłopska. W lecie 1957 roku na fali odwilży politycznej otrzymał mieszkanie w Gdańsku Wrzeszczu. Zmarł 15 września 1957 roku w Szpitalu Marynarki Wojennej w Gdańsku-Oliwie. Został pochowany z honorami wojskowymi na cmentarzu Obrońców Wybrzeża w Gdyni-Redłowie.
Ojciec Włodzimierza Steyera i Donalda Steyera.
| Awansowany kolejno na stopnie oficerskie: - miczmana – 1913 (Rosja) - lejtnanta (Rosja) - kapitana lejtnanta – 1917 (Rosja) - kapitana marynarki – 1919 (Polska) | Awansowany kolejno na stopnie oficerskie: - miczmana – 1913 (Rosja) - lejtnanta (Rosja) - kapitana lejtnanta – 1917 (Rosja) - kapitana marynarki – 1919 (Polska) | - komandora podporucznika – 1921 (Polska) - komandora porucznika – 1932 (Polska) - komandora – 1938 (Polska) - kontradmirała – 1946 (Polska). |

Autor i tłumacz artykułów z zakresu sił morskich. W latach trzydziestych rozpoczął twórczość beletrystyczną, pierwotnie pod pseudonimem Brunon Dzimicz, od 1947 roku pod własnym nazwiskiem. Napisał książki „Samotny krążownik” (1934), „Skaza marynarska” (1937), „Eskadra niescalona” (1939), „Przygody mata Moreli” (1947) i „Samotny półwysep” (1957). Był także komandorem Yacht Klubu Polskiego Gdynia. Imię „Kontradmirała Włodzimierza Steyera” nosiła 9 Flotylla Obrony Wybrzeża na Helu, a obecnie noszą je szkoły podstawowe w Krokowej i Władysławowie oraz ulice w Gdyni, Ostrołęce, Helu, Władysławowie, Pucku i Świnoujściu. Jest też patronem Skansenu Fortyfikacji II Rzeczypospolitej w Jastarni, któremu imię Kontradmirała Włodzimierza Steyera nadano w roku 2008.

## Ordery i odznaczenia
- Krzyż Srebrny Orderu Virtuti Militari (1945)
- Krzyż Komandorski Orderu Odrodzenia Polski (1948)
- Krzyż Oficerski Orderu Odrodzenia Polski (1946)
- Krzyż Kawalerski Orderu Odrodzenia Polski (1935)[4]
- Złoty Krzyż Zasługi (10 listopada 1928)[4]
- Medal Niepodległości
- Medal Pamiątkowy za Wojnę 1918–1921[4]
- Medal Dziesięciolecia Odzyskanej Niepodległości (1928)[4]
- Oficer Orderu Korony Włoch (Włochy, 1925)[4]
- Oficer Orderu Legii Honorowej (Francja, 1931)[5]
- Krzyż Wojenny z Gwiazdą (Francja, 1926)
- Krzyż Wojenny z Palmą (Francja, 1915)[4]
- Królewski Medal Wiktoriański (Anglia)
- Medal Służby Ogólnej (Anglia, 1919)